# Jordi Monés i Carilla
Jordi Monés i Carilla, (Barcelona, 25 de juny de 1961) és un oftalmòleg català especialista en màcula, retina i vitri, dedicat a la recerca en les malalties degeneratives maculars i retinals.
Doctor Cum laude en Medicina i Cirurgia per la Universitat de Barcelona, membre de diverses societats científiques, tant nacionals com internacionals, i les seves investigacions se centren en les malalties maculars, neovascularització coroïdal, degeneració macular, teràpia antiangiogènica, teràpia anti PDGF, atròfia geogràfica, degeneració retiniana, trasplantament de retina i cèl·lules mare.
Des de l'any 2007 és el Director de l'Institut de la Màcula al Centre Mèdic Teknon de Barcelona, i director, investigador principal i un dels patrons fundadors de la Barcelona Macula Foundation: Research for Vision, des de 2011.
Ha estat membre de la Junta Directiva del Futbol Club Barcelona del 2003 al 2005 amb Joan Laporta i Estruch com a responsable dels Serveis Mèdics del club, dimitint per desavinences amb el president, i de 2010 al 2015 com a responsable del Departament de Serveis Mèdics i Rendiment i responsable de la secció d'Atletisme, i vocal fins a 2017, quan dimití per l'actitud de Josep Maria Bartomeu durant el Referèndum sobre la independència de Catalunya.
El 2017 va anar a les llistes de Junts per Catalunya per Barcelona a les Eleccions al Parlament de Catalunya de 2017.